# Немоляев, Николай Владимирович
Никола́й Влади́мирович Немоля́ев (род. 5 июля 1938, Москва) — советский и российский оператор игрового и неигрового кино, заслуженный деятель искусств РСФСР (1991), лауреат Государственной премии СССР (1983) и Государственной премии РСФСР имени братьев Васильевых (1988).

## Биография
Родился 5 июля 1938 года в Москве в семье кинорежиссёра Владимира Викторовича Немоляева и звукооператора Валентины Львовны Ладыгиной. Старшая сестра — актриса Светлана Немоляева (род. 1937). В школьном возрасте увлёкся фотографией.
Студентом операторского факультета ВГИКа с 1959 года работал ассистентом оператора на разных студиях. После окончания института в 1961 году (мастерская Э. Тиссэ, А. Гальперина) был распределён на «Таджикфильм», где снимал документальное кино. В 1962 году вернулся в Москву, работал ассистентом оператора, а с 1964 года вторым оператором на киностудии «Мосфильм», участвовал в создании картин «Дядюшкин сон» (1966), «Братья Карамазовы» (1968). Первая работа в качестве сопостановщика — «Только три ночи» (1969).
Член Союза кинематографистов СССР (Москва), член Гильдии кинооператоров Союза кинематографистов России.
Дочь — Анастасия Немоляева (род. 1969), актриса.

## Фильмография
- 1969 — Только три ночи (совместно с Г. Егиазаровым)
- 1970 — Случай с Полыниным
- 1971 — Старики-разбойники
- 1973 — Возле этих окон (совместно с В. Захарчуком)
- 1975 — Концерт для двух скрипок
- 1976 — 100 грамм для храбрости (одноимённая новелла в киноальманахе)
- 1977 — Хочу быть министром
- 1978 — Обыкновенное чудо
- 1980 — Не стреляйте в белых лебедей
- 1981 — Ленин в Париже
- 1982 — Нас венчали не в церкви
- 1982 — Покровские ворота
- 1983 — Тайна «Чёрных дроздов»
- 1985 — Площадь Восстания
- 1986 — Зина-Зинуля
- 1986 — Курьер
- 1987 — Ловкачи
- 1988 — Город Зеро
- 1989 — Лестница
- 1991 — Цареубийца
- 1992 — Отшельник
- 1994 — Без обратного адреса
- 1995 — Барышня-крестьянка
- 1996 — Несут меня кони… (совместно с А. Негруком)
- 1997 — Сирота казанская
- 1998 — Ретро втроём
- 1999 — На бойком месте
- 2000 — Репете
- 2000 — Такое кино
- 2000 — Тихие омуты
- 2001 — Не покидай меня, любовь
- 2002 — Ключ от спальни
- 2002 — Только раз…
- 2003 — Ключ от спальни
- 2003 — Не привыкайте к чудесам…
- 2004 — Арье
- 2005 — Анна
- 2006 — Азирис Нуна
- 2006 — Моя Пречистенка (совместно с Э. Мельниковым, А. Алёшниковым)
- 2006 — Семейный ужин
- 2007 — Натурщица (фильм)
- 2008 — Галина
- 2008 — Жизнь налаживается
- 2008 — Тени Фаберже (совместно с П. Трубниковым)
- 2010 — Зоя
- 2010 — Русская рулетка. Женский вариант
- 2012 — Маша в законе
- 2015 — Чудо в Крыму (совместно с И. Алимовым)
- 2019 — Медный всадник России (совместно с И. Алимовым)

## Награды и звания
- Государственная премия СССР (1983) — за фильм «Ленин в Париже»[2];
- Государственная премия РСФСР имени братьев Васильевых — за фильм «Курьер» (1988)[3];
- специальный приз и диплом Союза художников — за изобразительное решение фильма «Ретро втроём»[источник не указан 234 дня];
- заслуженный деятель искусств РСФСР (1991)[3];
- приз за лучшую операторскую работу на Международном кинофестивале экспериментальных фильмов в Мадриде — за фильм «Лестница») (1991)[3];
- специальный приз и диплом Союза художников на Международном кинофестивале «Лістапад» в Минске — за изобразительное решение фильма «Ретро втроём») (1998)[источник не указан 234 дня];
- золотая Пушкинская медаль (1999) — за вклад в развитие, сохранение и приумножение традиций отечественной культуры[3];
- премия «За вклад в операторское искусство» имени Сергея Урусевского (2013) Гильдии кинооператоров России[6];
- орден Дружбы (20 января 2015) — за большие заслуги в развитии отечественной культуры и искусства, телерадиовещания и многолетнюю плодотворную деятельность[7]
- орден Почёта (6 апреля 2021) — за большие заслуги в развитии отечественной культуры и искусства и многолетнюю плодотворную деятельность[8].